# Mistrovství Evropy ve fotbale 2012 (soupisky)
Tento článek sestává ze soupisek týmů účastnících se Mistrovství Evropy ve fotbale 2012 v Polsku a Ukrajině. Každý tým do 28. května 2012 nominoval 20 hráčů do pole a 3 brankáře. Pokud by se některý z hráčů zranil tak, že by již nebyl schopen na Mistrovství nastoupit, mohl za něj tým povolat před svým prvním zápasem náhradníka.
Všechna statistická data jsou platná k datu 28. května 2012
| Zlato                | Stříbro           | Bronz              | Bronz                  |
| -------------------- | ----------------- | ------------------ | ---------------------- |
| Španělsko • Soupiska | Itálie • Soupiska | Německo • Soupiska | Portugalsko • Soupiska |

## Skupina A

### Česko
Hlavní trenér:  Michal Bílek

| Jméno                  | Datum narození | Datum úmrtí                     | Klub                     |          |
| Brankáři               | Brankáři       | Brankáři                        | Brankáři                 | Brankáři |
| ---------------------- | -------------- | ------------------------------- | ------------------------ | -------- |
| Petr Čech              | 20.5.1982      |                                 | Chelsea FC               |          |
| Jaroslav Drobný        | 18.10.1979     |                                 | Hamburger SV             |          |
| Jan Laštůvka           | 7.7.1982       |                                 | FK Dnipro                |          |
| Obránci                |                |                                 |                          |          |
| Theodor Gebre Selassie | 24.12.1986     |                                 | FC Slovan Liberec        |          |
| Michal Kadlec          | 13.12.1984     |                                 | Bayer 04 Leverkusen      |          |
| Marek Suchý            | 29.3.1988      |                                 | FK Spartak Moskva        |          |
| Roman Hubník           | 6.6.1984       |                                 | Hertha BSC               |          |
| Tomáš Sivok            | 15.9.1983      |                                 | Beşiktaş JK              |          |
| David Limberský        | 6.10.1983      |                                 | FC Viktoria Plzeň        |          |
| František Rajtoral     | 12.3.1986      | 23. dubna 2017 (ve věku 31 let) | FC Viktoria Plzeň        |          |
| Záložníci              |                |                                 |                          |          |
| Tomáš Rosický -        | 4.10.1980      |                                 | Arsenal FC               |          |
| Jan Rezek              | 5.5.1982       |                                 | Anorthosis Famagusta     |          |
| Jaroslav Plašil        | 5.1.1982       |                                 | FC Girondins de Bordeaux |          |
| Milan Petržela         | 19.6.1983      |                                 | FC Viktoria Plzeň        |          |
| Tomáš Hübschman        | 4.9.1981       |                                 | FK Šachtar Doněck        |          |
| Daniel Kolář           | 27.10.1985     |                                 | FC Viktoria Plzeň        |          |
| Petr Jiráček           | 2.3.1986       |                                 | VfL Wolfsburg            |          |
| Vladimír Darida        | 8.8.1990       |                                 | FC Viktoria Plzeň        |          |
| Útočníci               |                |                                 |                          |          |
| Tomáš Pekhart          | 26.5.1989      |                                 | 1. FC Norimberk          |          |
| Milan Baroš            | 28.10.1981     |                                 | Galatasaray SK           |          |
| David Lafata           | 18.9.1981      |                                 | FK Jablonec              |          |
| Tomáš Necid            | 13.8.1989      |                                 | PFK CSKA Moskva          |          |
| Václav Pilař           | 13.10.1988     |                                 | FC Viktoria Plzeň        |          |

### Řecko
Hlavní trenér:  Fernando Santos

| Jméno                    | Datum narození | Datum úmrtí | Klub                 |          |
| Brankáři                 | Brankáři       | Brankáři    | Brankáři             | Brankáři |
| ------------------------ | -------------- | ----------- | -------------------- | -------- |
| Kostas Chalkias          | 30.5.1974      |             | PAOK Soluň           |          |
| Alexandros Tzorvas       | 12.8.1982      |             | Palermo FC           |          |
| Michalis Sifakis         | 9.9.1984       |             | Aris Soluň           |          |
| Obránci                  |                |             |                      |          |
| Giorgos Tzavelas         | 26.11.1987     |             | AS Monaco FC         |          |
| Stelios Malezas          | 11.3.1985      |             | PAOK Soluň           |          |
| Kyriakos Papadopulos     | 23.2.1992      |             | FC Schalke 04        |          |
| Avraam Papadopoulos      | 3.12.1984      |             | Olympiakos Pireus    |          |
| Vasilis Torosidis        | 10.6.1985      |             | Olympiakos Pireus    |          |
| Sokratis Papastathopulos | 9.6.1988       |             | Werder Brémy         |          |
| José Holebas             | 27.6.1984      |             | Olympiakos Pireus    |          |
| Záložníci                |                |             |                      |          |
| Ioannis Maniatis         | 16.10.1986     |             | Olympiakos Pireus    |          |
| Grigoris Makos           | 18.1.1987      |             | Olympiakos Pireus    |          |
| Jorgos Karagunis -       | 6.3.1977       |             | Panathinaikos Athény |          |
| Georgios Fotakis         | 29.10.1981     |             | PAOK Soluň           |          |
| Sotiris Ninis            | 3.4.1990       |             | Panathinaikos Athény |          |
| Konstantinos Katsuranis  | 21.6.1979      |             | Panathinaikos Athény |          |
| Ioannis Fetfatzidis      | 21.12.1990     |             | Olympiakos Pireus    |          |
| Kostas Fortunis          | 16.10.1992     |             | 1. FC Kaiserslautern |          |
| Útočníci                 |                |             |                      |          |
| Georgios Samaras         | 21.2.1985      |             | Celtic FC            |          |
| Nikos Liberopulos        | 4.8.1975       |             | AEK Athény           |          |
| Konstantinos Mitroglou   | 12.3.1988      |             | Atromitos Athény     |          |
| Dimitris Salpingidis     | 18.8.1981      |             | PAOK Soluň           |          |
| Theofanis Gekas          | 23.5.1980      |             | Samsunspor           |          |

### Rusko
Hlavní trenér:  Dick Advocaat

| Jméno               | Datum narození | Datum úmrtí | Klub                     |          |
| Brankáři            | Brankáři       | Brankáři    | Brankáři                 | Brankáři |
| ------------------- | -------------- | ----------- | ------------------------ | -------- |
| Igor Akinfejev      | 8.4.1986       |             | PFK CSKA Moskva          |          |
| Anton Šunin         | 27.1.1987      |             | FK Dynamo Moskva         |          |
| Vjačeslav Malafejev | 4.3.1979       |             | FK Zenit Sankt-Petěrburg |          |
| Obránci             |                |             |                          |          |
| Jurij Žirkov        | 20.8.1983      |             | FK Anži Machačkala       |          |
| Roman Šaronov       | 8.9.1976       |             | FK Rubin Kazaň           |          |
| Alexandr Aňukov     | 28.9.1982      |             | FK Zenit Sankt-Petěrburg |          |
| Alexej Berezuckij   | 20.6.1982      |             | PFK CSKA Moskva          |          |
| Dmitrij Kombarov    | 22.1.1987      |             | FK Spartak Moskva        |          |
| Vladimir Granat     | 22.5.1987      |             | FK Dynamo Moskva         |          |
| Kirill Nababkin     | 8.9.1986       |             | PFK CSKA Moskva          |          |
| Sergej Ignaševič    | 14.7.1979      |             | PFK CSKA Moskva          |          |
| Záložníci           |                |             |                          |          |
| Marat Izmailov      | 21.9.1982      |             | Sporting CP              |          |
| Konstantin Zyrjanov | 5.10.1977      |             | FK Zenit Sankt-Petěrburg |          |
| Igor Děnisov        | 17.5.1984      |             | FK Zenit Sankt-Petěrburg |          |
| Roman Širokov       | 6.7.1981       |             | FK Zenit Sankt-Petěrburg |          |
| Alan Dzagojev       | 17.6.1990      |             | PFK CSKA Moskva          |          |
| Děnis Glušakov      | 27.1.1987      |             | FK Lokomotiv Moskva      |          |
| Igor Semšov         | 6.4.1978       |             | FK Dynamo Moskva         |          |
| Útočníci            |                |             |                          |          |
| Alexandr Keržakov   | 27.11.1982     |             | FK Zenit Sankt-Petěrburg |          |
| Andrej Aršavin -    | 29.5.1981      |             | Arsenal FC               |          |
| Roman Pavljučenko   | 15.12.1981     |             | FK Lokomotiv Moskva      |          |
| Pavel Pogrebňak     | 8.11.1983      |             | Fulham FC                |          |
| Alexandr Kokorin    | 19.3.1991      |             | PFK CSKA Moskva          |          |

### Polsko
Hlavní trenér:  Franciszek Smuda

| Jméno                  | Datum narození | Datum úmrtí | Klub                     |          |
| Brankáři               | Brankáři       | Brankáři    | Brankáři                 | Brankáři |
| ---------------------- | -------------- | ----------- | ------------------------ | -------- |
| Wojciech Szczęsny      | 18.4.1990      |             | Arsenal FC               |          |
| Grzegorz Sandomierski  | 5.9.1989       |             | Jagiellonia Białystok    |          |
| Przemysław Tytoń       | 4.1.1987       |             | PSV Eindhoven            |          |
| Obránci                |                |             |                          |          |
| Grzegorz Wojtkowiak    | 26.1.1984      |             | Lech Poznań              |          |
| Sebastian Boenisch     | 1.2.1987       |             | Werder Brémy             |          |
| Jakub Wawrzyniak       | 7.7.1983       |             | Legia Warszawa           |          |
| Damien Perquis         | 10.4.1984      |             | FC Sochaux-Montbéliard   |          |
| Jakub Błaszczykowski - | 14.12.1985     |             | Borussia Dortmund        |          |
| Marcin Wasilewski      | 9.6.1980       |             | RSC Anderlecht           |          |
| Łukasz Piszczek        | 3.6.1985       |             | Borussia Dortmund        |          |
| Záložníci              |                |             |                          |          |
| Rafał Murawski         | 9.10.1981      |             | Lech Poznań              |          |
| Ludovic Obraniak       | 10.11.1984     |             | FC Girondins de Bordeaux |          |
| Marcin Kamiński        | 15.1.1992      |             | Lech Poznań              |          |
| Dariusz Dudka          | 9.12.1983      |             | AJ Auxerre               |          |
| Rafał Wolski           | 10.11.1992     |             | Legia Warszawa           |          |
| Adrian Mierzejewski    | 4.11.1986      |             | Trabzonspor              |          |
| Kamil Grosicki         | 8.6.1988       |             | Sivasspor                |          |
| Maciej Rybus           | 19.8.1989      |             | RFK Achmat Groznyj       |          |
| Eugen Polanski         | 17.3.1986      |             | 1. FSV Mainz 05          |          |
| Adam Matuszczyk        | 14.2.1989      |             | Fortuna Düsseldorf       |          |
| Útočníci               |                |             |                          |          |
| Robert Lewandowski     | 21.8.1988      |             | Borussia Dortmund        |          |
| Artur Sobiech          | 12.6.1990      |             | Hannover 96              |          |
| Paweł Brożek           | 21.4.1983      |             | Celtic FC                |          |

## Skupina B

### Nizozemsko
Hlavní trenér:  Bert van Marwijk

| Jméno                | Datum narození | Datum úmrtí | Klub                 |          |
| Brankáři             | Brankáři       | Brankáři    | Brankáři             | Brankáři |
| -------------------- | -------------- | ----------- | -------------------- | -------- |
| Maarten Stekelenburg | 22.9.1982      |             | AS Řím               |          |
| Michel Vorm          | 20.10.1983     |             | Swansea City AFC     |          |
| Tim Krul             | 3.4.1988       |             | Newcastle United FC  |          |
| Obránci              |                |             |                      |          |
| Gregory van der Wiel | 3.2.1988       |             | AFC Ajax             |          |
| Johnny Heitinga      | 15.11.1983     |             | Everton FC           |          |
| Joris Mathijsen      | 5.4.1980       |             | Málaga CF            |          |
| Wilfred Bouma        | 15.6.1978      |             | PSV Eindhoven        |          |
| Ron Vlaar            | 16.2.1985      |             | Feyenoord            |          |
| Jetro Willems        | 30.3.1994      |             | PSV Eindhoven        |          |
| Khalid Boulahrouz    | 28.12.1981     |             | VfB Stuttgart        |          |
| Záložníci            |                |             |                      |          |
| Mark van Bommel -    | 22.4.1977      |             | AC Milán             |          |
| Nigel de Jong        | 30.11.1984     |             | Manchester City FC   |          |
| Wesley Sneijder      | 9.6.1984       |             | FC Inter Milán       |          |
| Stijn Schaars        | 11.1.1984      |             | Sporting CP          |          |
| Kevin Strootman      | 13.2.1990      |             | PSV Eindhoven        |          |
| Ibrahim Afellay      | 2.4.1986       |             | FC Barcelona         |          |
| Rafael van der Vaart | 11.2.1983      |             | Tottenham Hotspur FC |          |
| Útočníci             |                |             |                      |          |
| Dirk Kuijt           | 22.7.1980      |             | Liverpool FC         |          |
| Klaas-Jan Huntelaar  | 12.8.1983      |             | FC Schalke 04        |          |
| Arjen Robben         | 23.1.1984      |             | FC Bayern Mnichov    |          |
| Robin van Persie     | 6.8.1983       |             | Arsenal FC           |          |
| Luuk de Jong         | 27.8.1990      |             | FC Twente            |          |
| Luciano Narsingh     | 13.9.1990      |             | SC Heerenveen        |          |

### Dánsko
Hlavní trenér:  Morten Olsen

| Jméno               | Datum narození | Datum úmrtí | Klub                     |          |
| Brankáři            | Brankáři       | Brankáři    | Brankáři                 | Brankáři |
| ------------------- | -------------- | ----------- | ------------------------ | -------- |
| Stephan Andersen    | 26.11.1981     |             | Evian Thonon Gaillard FC |          |
| Anders Lindegaard   | 13.4.1984      |             | Manchester United FC     |          |
| Kasper Schmeichel   | 5.11.1986      |             | Leicester City FC        |          |
| Obránci             |                |             |                          |          |
| Simon Kjær          | 26.3.1989      |             | AS Řím                   |          |
| Daniel Agger -      | 12.12.1984     |             | Liverpool FC             |          |
| Simon Poulsen       | 7.10.1984      |             | AZ Alkmaar               |          |
| Lars Jacobsen       | 20.9.1979      |             | FC Kodaň                 |          |
| Andreas Bjelland    | 11.7.1988      |             | FC Nordsjælland          |          |
| Jores Okore         | 11.8.1992      |             | FC Nordsjælland          |          |
| Daniel Wass         | 31.5.1989      |             | Evian Thonon Gaillard FC |          |
| Záložníci           |                |             |                          |          |
| Christian Poulsen   | 28.2.1980      |             | Evian Thonon Gaillard FC |          |
| William Kvist       | 24.2.1985      |             | VfB Stuttgart            |          |
| Christian Eriksen   | 14.2.1992      |             | AFC Ajax                 |          |
| Michael Krohn-Dehli | 6.6.1983       |             | Brøndby IF               |          |
| Lasse Schöne        | 27.5.1986      |             | NEC Nijmegen             |          |
| Michael Silberbauer | 7.7.1981       |             | BSC Young Boys           |          |
| Jakob Poulsen       | 7.7.1983       |             | FC Midtjylland           |          |
| Thomas Kahlenberg   | 20.3.1983      |             | Evian Thonon Gaillard FC |          |
| Niki Zimling        | 19.4.1985      |             | Club Brugge KV           |          |
| Útočníci            |                |             |                          |          |
| Dennis Rommedahl    | 22.7.1978      |             | Brøndby IF               |          |
| Nicklas Bendtner    | 16.1.1988      |             | Arsenal FC               |          |
| Nicklas Pedersen    | 10.10.1987     |             | FC Groningen             |          |
| Tobias Mikkelsen    | 18.9.1986      |             | FC Nordsjælland          |          |

### Německo
Hlavní trenér:  Joachim Löw

| Jméno                  | Datum narození | Datum úmrtí | Klub                     |          |
| Brankáři               | Brankáři       | Brankáři    | Brankáři                 | Brankáři |
| ---------------------- | -------------- | ----------- | ------------------------ | -------- |
| Manuel Neuer           | 27.3.1986      |             | FC Bayern Mnichov        |          |
| Tim Wiese              | 17.12.1981     |             | Werder Brémy             |          |
| Ron-Robert Zieler      | 12.2.1989      |             | Hannover 96              |          |
| Obránci                |                |             |                          |          |
| Marcel Schmelzer       | 22.1.1988      |             | Borussia Dortmund        |          |
| Benedikt Höwedes       | 29.2.1988      |             | FC Schalke 04            |          |
| Mats Hummels           | 16.12.1988     |             | Borussia Dortmund        |          |
| Holger Badstuber       | 13.3.1989      |             | FC Bayern Mnichov        |          |
| Philipp Lahm -         | 11.11.1983     |             | FC Bayern Mnichov        |          |
| Per Mertesacker        | 29.9.1984      |             | Arsenal FC               |          |
| Jérôme Boateng         | 3.9.1988       |             | FC Bayern Mnichov        |          |
| Záložníci              |                |             |                          |          |
| İlkay Gündoğan         | 24.10.1990     |             | Borussia Dortmund        |          |
| Sami Khedira           | 4.4.1987       |             | Real Madrid              |          |
| Bastian Schweinsteiger | 1.8.1984       |             | FC Bayern Mnichov        |          |
| Mesut Özil             | 15.10.1988     |             | Real Madrid              |          |
| André Schürrle         | 6.11.1990      |             | Bayer 04 Leverkusen      |          |
| Lukas Podolski         | 4.6.1985       |             | 1. FC Köln               |          |
| Thomas Müller          | 13.9.1989      |             | FC Bayern Mnichov        |          |
| Lars Bender            | 27.4.1989      |             | Bayer 04 Leverkusen      |          |
| Toni Kroos             | 4.1.1990       |             | FC Bayern Mnichov        |          |
| Mario Götze            | 3.6.1992       |             | Borussia Dortmund        |          |
| Marco Reus             | 31.5.1989      |             | Borussia Mönchengladbach |          |
| Útočníci               |                |             |                          |          |
| Miroslav Klose         | 9.6.1978       |             | SS Lazio                 |          |
| Mario Gómez            | 10.7.1985      |             | FC Bayern Mnichov        |          |

### Portugalsko
Hlavní trenér:  Paulo Bento

| Jméno               | Datum narození | Datum úmrtí | Klub                     |          |
| Brankáři            | Brankáři       | Brankáři    | Brankáři                 | Brankáři |
| ------------------- | -------------- | ----------- | ------------------------ | -------- |
| Eduardo Carvalho    | 19.9.1982      |             | Benfica Lisabon          |          |
| Rui Patrício        | 15.2.1988      |             | Sporting CP              |          |
| Beto                | 1.5.1982       |             | CFR Kluž                 |          |
| Obránci             |                |             |                          |          |
| Bruno Alves         | 27.11.1981     |             | FK Zenit Sankt-Petěrburg |          |
| Pepe                | 26.2.1983      |             | Real Madrid              |          |
| Fábio Coentrão      | 11.3.1988      |             | Real Madrid              |          |
| Ricardo Costa       | 16.5.1981      |             | Valencia CF              |          |
| Rolando             | 31.8.1985      |             | FC Porto                 |          |
| Miguel Lopes        | 19.12.1986     |             | SC Braga                 |          |
| João Pereira        | 25.2.1984      |             | Sporting CP              |          |
| Záložníci           |                |             |                          |          |
| Miguel Veloso       | 11.5.1986      |             | Janov CFC                |          |
| Custódio Castro     | 24.5.1983      |             | SC Braga                 |          |
| João Moutinho       | 8.9.1986       |             | FC Porto                 |          |
| Rúben Micael        | 19.8.1986      |             | Atlético Madrid          |          |
| Raul Meireles       | 17.3.1983      |             | Chelsea FC               |          |
| Hugo Viana          | 15.1.1983      |             | SC Braga                 |          |
| Útočníci            |                |             |                          |          |
| Cristiano Ronaldo - | 5.2.1985       |             | Real Madrid              |          |
| Hugo Almeida        | 23.5.1984      |             | Beşiktaş JK              |          |
| Ricardo Quaresma    | 26.9.1983      |             | Beşiktaş JK              |          |
| Nelson Oliveira     | 8.8.1991       |             | Benfica Lisabon          |          |
| Nani                | 17.11.1986     |             | Manchester United FC     |          |
| Silvestre Varela    | 2.2.1985       |             | FC Porto                 |          |
| Hélder Postiga      | 2.8.1982       |             | Real Zaragoza            |          |

## Skupina C

### Španělsko
Hlavní trenér:  Vicente del Bosque

| Jméno                   | Datum narození | Datum úmrtí | Klub               |          |
| Brankáři                | Brankáři       | Brankáři    | Brankáři           | Brankáři |
| ----------------------- | -------------- | ----------- | ------------------ | -------- |
| Iker Casillas -         | 20.5.1981      |             | Real Madrid        |          |
| Víctor Valdés           | 14.1.1982      |             | FC Barcelona       |          |
| Pepe Reina              | 31.8.1982      |             | Liverpool FC       |          |
| Obránci                 |                |             |                    |          |
| Raúl Albiol             | 4.9.1985       |             | Real Madrid        |          |
| Gerard Piqué            | 2.2.1987       |             | FC Barcelona       |          |
| Juanfran                | 9.1.1985       |             | Atlético Madrid    |          |
| Sergio Ramos            | 30.3.1986      |             | Real Madrid        |          |
| Álvaro Arbeloa          | 17.1.1983      |             | Real Madrid        |          |
| Jordi Alba              | 21.3.1989      |             | Valencia CF        |          |
| Záložníci               |                |             |                    |          |
| Javi Martínez           | 2.9.1988       |             | Athletic Bilbao    |          |
| Andrés Iniesta          | 11.5.1984      |             | FC Barcelona       |          |
| Xavi                    | 25.1.1980      |             | FC Barcelona       |          |
| Cesc Fàbregas           | 4.5.1987       |             | FC Barcelona       |          |
| Juan Manuel Mata        | 28.4.1988      |             | Chelsea FC         |          |
| Xabi Alonso             | 25.11.1981     |             | Real Madrid        |          |
| Sergio Busquets         | 16.7.1988      |             | FC Barcelona       |          |
| Santi Cazorla           | 13.12.1984     |             | Arsenal FC         |          |
| David Silva             | 8.1.1986       |             | Manchester City FC |          |
| Jesús Navas             | 21.11.1985     |             | Sevilla FC         |          |
| Útočníci                |                |             |                    |          |
| Pedro Rodríguez Ledesma | 28.7.1987      |             | FC Barcelona       |          |
| Fernando Torres         | 20.3.1984      |             | Chelsea FC         |          |
| Álvaro Negredo          | 20.8.1985      |             | Sevilla FC         |          |
| Fernando Llorente       | 26.2.1985      |             | Athletic Bilbao    |          |

### Itálie
Hlavní trenér:  Cesare Prandelli

| Jméno                | Datum narození | Datum úmrtí | Klub                   |          |
| Brankáři             | Brankáři       | Brankáři    | Brankáři               | Brankáři |
| -------------------- | -------------- | ----------- | ---------------------- | -------- |
| Gianluigi Buffon -   | 28.1.1978      |             | Juventus FC            |          |
| Salvatore Sirigu     | 12.1.1987      |             | Paris Saint-Germain FC |          |
| Morgan De Sanctis    | 26.3.1977      |             | SSC Neapol             |          |
| Obránci              |                |             |                        |          |
| Christian Maggio     | 11.2.1982      |             | SSC Neapol             |          |
| Giorgio Chiellini    | 14.8.1984      |             | Juventus FC            |          |
| Angelo Ogbonna       | 23.5.1988      |             | Turín FC               |          |
| Federico Balzaretti  | 6.12.1981      |             | Palermo FC             |          |
| Ignazio Abate        | 12.11.1986     |             | AC Milán               |          |
| Andrea Barzagli      | 8.5.1981       |             | Juventus FC            |          |
| Leonardo Bonucci     | 1.5.1987       |             | Juventus FC            |          |
| Záložníci            |                |             |                        |          |
| Thiago Motta         | 28.8.1982      |             | Paris Saint-Germain FC |          |
| Claudio Marchisio    | 19.1.1986      |             | Juventus FC            |          |
| Emanuele Giaccherini | 5.5.1985       |             | Juventus FC            |          |
| Daniele De Rossi     | 24.7.1983      |             | AS Řím                 |          |
| Riccardo Montolivo   | 18.1.1985      |             | ACF Fiorentina         |          |
| Andrea Pirlo         | 19.5.1979      |             | Juventus FC            |          |
| Alessandro Diamanti  | 2.5.1983       |             | Bologna FC 1909        |          |
| Antonio Nocerino     | 9.4.1985       |             | AC Milán               |          |
| Útočníci             |                |             |                        |          |
| Mario Balotelli      | 12.8.1990      |             | Manchester City FC     |          |
| Antonio Cassano      | 12.7.1982      |             | AC Milán               |          |
| Antonio Di Natale    | 13.10.1977     |             | Udinese Calcio         |          |
| Fabio Borini         | 29.3.1991      |             | AS Řím                 |          |
| Sebastian Giovinco   | 26.1.1987      |             | Parma Calcio 1913      |          |

### Irsko
Hlavní trenér:  Giovanni Trapattoni

| Jméno                | Datum narození | Datum úmrtí | Klub                       |          |
| Brankáři             | Brankáři       | Brankáři    | Brankáři                   | Brankáři |
| -------------------- | -------------- | ----------- | -------------------------- | -------- |
| Shay Given           | 20.4.1976      |             | Aston Villa FC             |          |
| Keiren Westwood      | 23.10.1984     |             | Sunderland AFC             |          |
| David Forde          | 20.12.1979     |             | Millwall FC                |          |
| Obránci              |                |             |                            |          |
| Sean St Ledger       | 28.12.1984     |             | Leicester City FC          |          |
| Stephen Ward         | 20.8.1985      |             | Wolverhampton Wanderers FC |          |
| John O'Shea          | 30.4.1981      |             | Sunderland AFC             |          |
| Richard Dunne        | 21.9.1979      |             | Aston Villa FC             |          |
| Stephen Kelly        | 6.9.1983       |             | Fulham FC                  |          |
| Paul McShane         | 6.1.1986       |             | Hull City AFC              |          |
| Darren O'Dea         | 4.2.1987       |             | Celtic FC                  |          |
| Záložníci            |                |             |                            |          |
| Glenn Whelan         | 13.1.1984      |             | Stoke City FC              |          |
| Aiden McGeady        | 4.4.1986       |             | FK Spartak Moskva          |          |
| Keith Andrews        | 13.9.1980      |             | West Bromwich Albion FC    |          |
| Damien Duff          | 2.3.1979       |             | Fulham FC                  |          |
| Darron Gibson        | 25.10.1987     |             | Everton FC                 |          |
| Stephen Patrick Hunt | 1.8.1981       |             | Wolverhampton Wanderers FC |          |
| Paul Green           | 10.4.1983      |             | Derby County FC            |          |
| James McClean        | 22.4.1989      |             | Sunderland AFC             |          |
| Útočníci             |                |             |                            |          |
| Kevin Doyle          | 18.9.1983      |             | Wolverhampton Wanderers FC |          |
| Robbie Keane -       | 8.7.1980       |             | Los Angeles Galaxy         |          |
| Jonathan Walters     | 20.9.1983      |             | Stoke City FC              |          |
| Shane Long           | 22.1.1987      |             | West Bromwich Albion FC    |          |
| Simon Cox            | 28.4.1987      |             | West Bromwich Albion FC    |          |

### Chorvatsko
Hlavní trenér:  Slaven Bilić

| Jméno               | Datum narození | Datum úmrtí | Klub                 |          |
| Brankáři            | Brankáři       | Brankáři    | Brankáři             | Brankáři |
| ------------------- | -------------- | ----------- | -------------------- | -------- |
| Stipe Pletikosa     | 8.1.1979       |             | FK Rostov            |          |
| Ivan Kelava         | 20.2.1988      |             | GNK Dinamo Záhřeb    |          |
| Danijel Subašić     | 27.10.1984     |             | AS Monaco FC         |          |
| Obránci             |                |             |                      |          |
| Ivan Strinić        | 17.7.1987      |             | FK Dnipro            |          |
| Josip Šimunić       | 18.2.1978      |             | GNK Dinamo Záhřeb    |          |
| Jurica Buljat       | 12.9.1986      |             | Makabi Haifa         |          |
| Vedran Ćorluka      | 5.2.1986       |             | Bayer 04 Leverkusen  |          |
| Darijo Srna -       | 1.5.1982       |             | FK Šachtar Doněck    |          |
| Gordon Schildenfeld | 18.3.1985      |             | Eintracht Frankfurt  |          |
| Šime Vrsaljko       | 10.1.1992      |             | GNK Dinamo Záhřeb    |          |
| Domagoj Vida        | 29.4.1989      |             | GNK Dinamo Záhřeb    |          |
| Záložníci           |                |             |                      |          |
| Danijel Pranjić     | 2.12.1981      |             | FC Bayern Mnichov    |          |
| Ivan Rakitić        | 10.3.1988      |             | Sevilla FC           |          |
| Ognjen Vukojević    | 20.12.1983     |             | FK Dynamo Kyjev      |          |
| Luka Modrić         | 9.9.1985       |             | Tottenham Hotspur FC |          |
| Milan Badelj        | 25.2.1989      |             | GNK Dinamo Záhřeb    |          |
| Tomislav Dujmović   | 26.2.1981      |             | Real Zaragoza        |          |
| Niko Kranjčar       | 13.8.1984      |             | Tottenham Hotspur FC |          |
| Ivan Perišić        | 2.2.1989       |             | Borussia Dortmund    |          |
| Útočníci            |                |             |                      |          |
| Nikica Jelavić      | 27.8.1985      |             | Everton FC           |          |
| Mario Mandžukić     | 21.5.1986      |             | VfL Wolfsburg        |          |
| Nikola Kalinić      | 5.1.1988       |             | FK Dnipro            |          |
| Eduardo da Silva    | 25.2.1983      |             | FK Šachtar Doněck    |          |

## Skupina D

### Ukrajina
Hlavní trenér:  Oleg Blochin

| Jméno               | Datum narození | Datum úmrtí | Klub                  |          |
| Brankáři            | Brankáři       | Brankáři    | Brankáři              | Brankáři |
| ------------------- | -------------- | ----------- | --------------------- | -------- |
| Maksym Koval        | 9.12.1992      |             | FK Dynamo Kyjev       |          |
| Andrij Pjatov       | 28.6.1984      |             | FK Šachtar Doněck     |          |
| Oleksandr Horjainov | 29.6.1975      |             | SK Metalist Charkov   |          |
| Obránci             |                |             |                       |          |
| Jevhen Selin        | 9.5.1988       |             | FK Vorskla Poltava    |          |
| Jevhen Chačeridi    | 28.7.1987      |             | FK Dynamo Kyjev       |          |
| Oleksandr Kučer     | 22.10.1982     |             | FK Šachtar Doněck     |          |
| Vjačeslav Ševčuk    | 13.5.1979      |             | FK Šachtar Doněck     |          |
| Taras Mychalyk      | 28.10.1983     |             | FK Dynamo Kyjev       |          |
| Jaroslav Rakickij   | 3.8.1989       |             | FK Šachtar Doněck     |          |
| Bohdan Butko        | 13.1.1991      |             | FK Mariupol           |          |
| Záložníci           |                |             |                       |          |
| Anatolij Tymoščuk   | 30.3.1979      |             | FC Bayern Mnichov     |          |
| Denys Harmaš        | 19.4.1990      |             | FK Dynamo Kyjev       |          |
| Oleksandr Alijev    | 3.2.1985       |             | FK Dynamo Kyjev       |          |
| Oleh Husjev         | 25.4.1983      |             | FK Dynamo Kyjev       |          |
| Ruslan Rotaň        | 29.10.1981     |             | FK Dnipro             |          |
| Serhij Nazarenko    | 16.2.1980      |             | SK Tavrija Simferopol |          |
| Jevhen Konopljanka  | 29.9.1989      |             | FK Dnipro             |          |
| Útočníci            |                |             |                       |          |
| Andrij Ševčenko -   | 29.9.1976      |             | FK Dynamo Kyjev       |          |
| Andrij Voronin      | 21.7.1979      |             | FK Dynamo Moskva      |          |
| Andrij Jarmolenko   | 23.10.1989     |             | FK Dynamo Kyjev       |          |
| Artem Milevskyj     | 12.1.1985      |             | FK Dynamo Kyjev       |          |
| Jevhen Selezňov     | 20.7.1985      |             | FK Šachtar Doněck     |          |
| Marko Dević         | 27.10.1983     |             | SK Metalist Charkov   |          |

### Švédsko
Hlavní trenér:  Erik Hamrén

| Jméno                 | Datum narození | Datum úmrtí | Klub                    |          |
| Brankáři              | Brankáři       | Brankáři    | Brankáři                | Brankáři |
| --------------------- | -------------- | ----------- | ----------------------- | -------- |
| Andreas Isaksson      | 3.10.1981      |             | PSV Eindhoven           |          |
| Johan Wiland          | 24.1.1981      |             | FC Kodaň                |          |
| Pär Hansson           | 22.6.1986      |             | Helsingborgs IF         |          |
| Obránci               |                |             |                         |          |
| Mikael Lustig         | 13.12.1986     |             | Celtic FC               |          |
| Olof Mellberg         | 3.9.1977       |             | Olympiakos Pireus       |          |
| Andreas Granqvist     | 16.4.1985      |             | Janov CFC               |          |
| Martin Olsson         | 17.5.1988      |             | Blackburn Rovers FC     |          |
| Jonas Olsson          | 10.3.1983      |             | West Bromwich Albion FC |          |
| Mikael Antonsson      | 31.5.1981      |             | Bologna FC 1909         |          |
| Behrang Safari        | 9.2.1985       |             | RSC Anderlecht          |          |
| Záložníci             |                |             |                         |          |
| Rasmus Elm            | 17.3.1988      |             | AZ Alkmaar              |          |
| Sebastian Larsson     | 6.6.1985       |             | Sunderland AFC          |          |
| Anders Svensson       | 17.7.1976      |             | IF Elfsborg             |          |
| Kim Källström         | 24.8.1982      |             | Olympique Lyon          |          |
| Pontus Wernbloom      | 25.6.1986      |             | PFK CSKA Moskva         |          |
| Samuel Holmén         | 28.6.1984      |             | İstanbul Başakşehir FK  |          |
| Emir Bajrami          | 7.3.1988       |             | FC Twente               |          |
| Christian Wilhelmsson | 8.12.1979      |             | Al Hilal FC             |          |
| Útočníci              |                |             |                         |          |
| Zlatan Ibrahimović -  | 3.10.1981      |             | AC Milán                |          |
| Johan Elmander        | 27.5.1981      |             | Galatasaray SK          |          |
| Tobias Hysén          | 9.3.1982       |             | IFK Göteborg            |          |
| Ola Toivonen          | 3.7.1986       |             | PSV Eindhoven           |          |
| Markus Rosenberg      | 27.9.1982      |             | Werder Brémy            |          |

### Anglie
Hlavní trenér:  Roy Hodgson

| Jméno                   | Datum narození | Datum úmrtí | Klub                 |          |
| Brankáři                | Brankáři       | Brankáři    | Brankáři             | Brankáři |
| ----------------------- | -------------- | ----------- | -------------------- | -------- |
| Joe Hart                | 19.4.1987      |             | Manchester City FC   |          |
| Robert Green            | 18.1.1980      |             | West Ham United FC   |          |
| Jack Butland            | 10.3.1993      |             | Birmingham City FC   |          |
| Obránci                 |                |             |                      |          |
| Glen Johnson            | 23.8.1984      |             | Liverpool FC         |          |
| Ashley Cole             | 20.12.1980     |             | Chelsea FC           |          |
| Martin Kelly            | 27.4.1990      |             | Liverpool FC         |          |
| John Terry              | 7.12.1980      |             | Chelsea FC           |          |
| Leighton Baines         | 11.12.1984     |             | Everton FC           |          |
| Phil Jones              | 21.2.1992      |             | Manchester United FC |          |
| Joleon Lescott          | 16.8.1982      |             | Manchester City FC   |          |
| Phil Jagielka           | 17.8.1982      |             | Everton FC           |          |
| Záložníci               |                |             |                      |          |
| Steven Gerrard -        | 30.5.1980      |             | Liverpool FC         |          |
| Jordan Henderson        | 17.6.1990      |             | Liverpool FC         |          |
| Ashley Young            | 9.7.1985       |             | Manchester United FC |          |
| James Milner            | 4.1.1986       |             | Manchester City FC   |          |
| Scott Parker            | 13.10.1980     |             | Tottenham Hotspur FC |          |
| Stewart Downing         | 22.7.1984      |             | Liverpool FC         |          |
| Alex Oxlade-Chamberlain | 15.8.1993      |             | Arsenal FC           |          |
| Útočníci                |                |             |                      |          |
| Theo Walcott            | 16.3.1989      |             | Arsenal FC           |          |
| Andy Carroll            | 6.1.1989       |             | Liverpool FC         |          |
| Wayne Rooney            | 24.10.1985     |             | Manchester United FC |          |
| Jermain Defoe           | 7.10.1982      |             | Tottenham Hotspur FC |          |
| Danny Welbeck           | 26.11.1990     |             | Manchester United FC |          |

### Francie
Hlavní trenér:  Laurent Blanc

| Jméno              | Datum narození | Datum úmrtí | Klub                     |          |
| Brankáři           | Brankáři       | Brankáři    | Brankáři                 | Brankáři |
| ------------------ | -------------- | ----------- | ------------------------ | -------- |
| Hugo Lloris -      | 26.12.1986     |             | Olympique Lyon           |          |
| Steve Mandanda     | 28.3.1985      |             | Olympique Marseille      |          |
| Cédric Carrasso    | 30.12.1981     |             | FC Girondins de Bordeaux |          |
| Obránci            |                |             |                          |          |
| Mathieu Debuchy    | 28.7.1985      |             | Lille OSC                |          |
| Patrice Evra       | 15.5.1981      |             | Manchester United FC     |          |
| Adil Rami          | 27.12.1985     |             | Valencia CF              |          |
| Philippe Mexès     | 30.3.1982      |             | AC Milán                 |          |
| Anthony Réveillère | 10.11.1979     |             | Olympique Lyon           |          |
| Laurent Koscielny  | 10.9.1985      |             | Arsenal FC               |          |
| Gaël Clichy        | 26.7.1985      |             | Manchester City FC       |          |
| Záložníci          |                |             |                          |          |
| Yohan Cabaye       | 14.1.1986      |             | Newcastle United FC      |          |
| Franck Ribéry      | 7.4.1983       |             | FC Bayern Mnichov        |          |
| Mathieu Valbuena   | 28.9.1984      |             | Olympique Marseille      |          |
| Samir Nasri        | 27.6.1987      |             | Manchester City FC       |          |
| Blaise Matuidi     | 9.4.1987       |             | Paris Saint-Germain FC   |          |
| Jérémy Ménez       | 7.5.1987       |             | Paris Saint-Germain FC   |          |
| Florent Malouda    | 13.6.1980      |             | Chelsea FC               |          |
| Yann M'Vila        | 29.6.1990      |             | Stade Rennais FC         |          |
| Alou Diarra        | 15.7.1981      |             | Olympique Marseille      |          |
| Marvin Martin      | 10.1.1988      |             | FC Sochaux-Montbéliard   |          |
| Hatem Ben Arfa     | 7.3.1988       |             | Newcastle United FC      |          |
| Útočníci           |                |             |                          |          |
| Olivier Giroud     | 30.9.1986      |             | Montpellier HSC          |          |
| Karim Benzema      | 19.12.1987     |             | Real Madrid              |          |